# Тетёры
Тетёры (виту́шки, тетёрки) — обрядовое пряничное изделие витой формы, распространённое в окрестностях городов Каргополь и Мезень, а также в сёлах по берегам реки Мезень. Севернорусский аналог бытовавших в разных регионах России «жаворонков», «воробышков», «снегирьков», «куликов», «сорок», «петушков». Печенье выпекали в специально отведённые дни, обычно ко Дню сорока мучеников Севастийских (Со́роки), который по старому стилю отмечают 22 марта — в день весеннего равноденствия. Тетёрками в этот день ритуально чествуют молодожёнов. На Каргополье 22 марта называли «тетёрочным днём», в этот день выпекали тетёры, таким образом происходило «закликание» перелётных птиц, которые, по местным представлениям, несли с собой весну и тепло.
Тетёры выпекают из ржаного теста, раскатанного в виде тонких колбасок-жгутиков, из которых после «свивают» фигурки зверей или геометрические фигуры, близкие к солярным знакам и древнерусским орнаментам.